# Notocera cerviceps
Notocera cerviceps är en insektsart som beskrevs av Fowler. Notocera cerviceps ingår i släktet Notocera och familjen hornstritar. Inga underarter finns listade i Catalogue of Life.